# ティアゴ・モッタ
- チアゴ・モッタ

ティアゴ・モッタ・サントン・オリヴァレス（Thiago Motta Santon Olivares, 1982年8月28日 - ）は、ブラジル・サンパウロ州サンベルナルド・ド・カンポ出身の元サッカー選手、現サッカー指導者。2024-25シーズンよりユヴェントスFCの監督を務めていた。元ブラジル代表及び元イタリア代表。現役時代のポジションはMF。

## 選手経歴

### クラブ経歴

#### バルセロナ
ブラジルで生まれ育ち、地元のCAジュベントスでプレーしていたが、17歳の時にスペインのFCバルセロナと契約。同チームのカンテラで育成される。2001-02シーズンの途中よりトップチームに昇格。中盤の左サイドで起用され、UEFAチャンピオンズリーグ（CL）でもプレーした。
翌2002-03シーズンはリーグ戦で21試合に出場し3ゴールを決める活躍を見せ、最優秀新人選手に選ばれた。しかし、バルセロナ在籍時は度重なる怪我に悩まされ、特に2004年9月11日のセビージャ戦で負った左十字靭帯の断裂は7ヵ月のリハビリ期間を要した。2005年4月17日にヘタフェ戦でデコに代わって途中出場し、歓声と拍手で迎えられた。

#### アトレティコ・マドリード
2007-08シーズンの開幕戦ではチームが多くの怪我人を抱えていたのにもかかわらずベンチ外になり、フランク・ライカールト監督の構想から外れたため、2007年8月31日に移籍金200万ユーロでアトレティコ・マドリードに移籍した。しかし、ここでも膝の怪我に悩まされ、わずか1年で退団。アメリカで怪我の治療を行う一方で、イングランドのポーツマスFCのトライアルにも参加するが、どのチームにも所属しないまま2008-09シーズンの開幕を迎えた。

#### ジェノア
2008年9月14日、イタリアに渡ったモッタはジェノアCFCと1年契約を結んだ。この新天地において周囲の期待を上回る見事なパフォーマンスを披露し、ジャン・ピエロ・ガスペリーニ監督の攻撃的サッカーを支える司令塔として攻守に活躍。チームの5位躍進、UEFAカップ出場権獲得に貢献した。

#### インテル
2009年7月1日、インテルナツィオナーレ・ミラノへ移籍。2日前に移籍を決めていたジェノア時代のチームメイトであるディエゴ・ミリートとは再びチームメイトになった。2009-10シーズンは開幕戦から出場し、第2節のACミランとのミラノダービーでは先制点を決めてチームの勝利に貢献した。古巣バルセロナとの対戦となったUEFAチャンピオンズリーグの準決勝第2戦ではセルヒオ・ブスケツの顔面に手を当てたとして退場処分を受けた。しかし、ブスケツは顔面を手で覆い、その隙間から審判の判定を覗き見するような行動があり、反応が大袈裟ではないかと物議を醸し、モッタも怒りをあらわにした。しかしこの結果によって決勝戦も出場停止となり、インテルが45年ぶりの優勝、そしてイタリア史上初の三冠を決めた試合をピッチの外から見守ることとなった。
2010-11シーズンはケガで出遅れるも、11月に復帰してからは好調を見せ、復帰後7試合で4得点を挙げた。

#### パリ・サンジェルマン

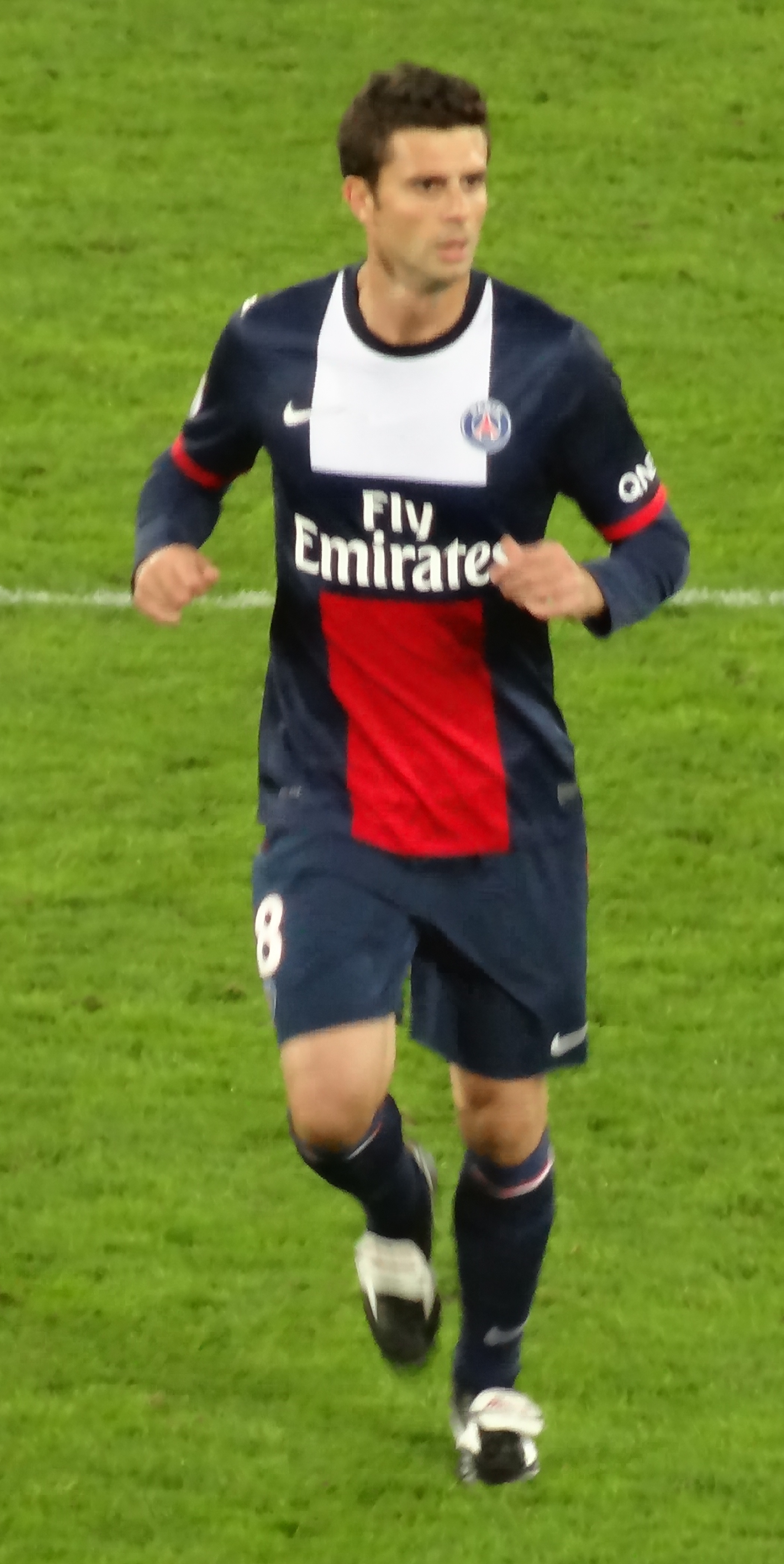
PSG時代（2013年）

2012年1月31日、インテル時代の恩師レオナルドがGMを務めるフランスのパリ・サンジェルマンFCへ1000万ユーロで移籍。契約は1年半。背番号は28番だが、2013-14シーズンからインテル時代につけた8番に変わった。
2018年5月8日、2017-18シーズン終了後に現役を引退することを発表した。

### 代表経歴

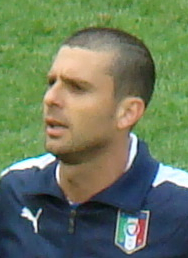
イタリア代表時代ユーロ2012より

代表としてはU-23ブラジル代表として2003 CONCACAFゴールドカップに出場した経験があるが、モッタ本人はイタリア代表としてプレーすることを希望していた。祖父がヴェネト州ロヴィーゴ出身の移民で、イタリア国籍も有しているためである。
2011年2月9日、EURO2012目前の調整試合であるドイツとの国際親善試合にイタリア代表として初招集され、先発出場しイタリア代表デビューを果たした。2試合目の出場となった同年3月25日のEURO2012予選・スロベニア戦で決勝点となる代表初得点を記録し、喜びとともに自身を受け入れてくれたチェーザレ・プランデッリ監督とチームメイトへ感謝を告げた。EURO2012本大会のメンバーにも選出され、準決勝のドイツ戦に出場、決勝のスペイン戦でも途中出場したが、出場から僅か3分で負傷のためピッチを後にした、交代カードを使い果たしていたチームは10人でのプレーを強いられ、0-4と敗れた。
2014 FIFAワールドカップのメンバーに選出され、イングランド戦に出場。EURO2016では10番を背負った 。スペイン戦の累積警告でドイツ戦には出場出来なかった。

## 監督経歴
2018年5月にパリ・サンジェルマンFCで現役を終えると、7月18日に同クラブのU-19チームの監督を務めることが発表された。
2019年10月22日、現役時代にもプレーしたセリエAのジェノアCFCの監督にアウレリオ・アンドレアッツォーリの後任として就任することが発表された。しかし成績を立て直すことはできず、約2か月後の12月28日に新監督としてダヴィデ・ニコーラが迎えられることが発表され、自身は解任となった。
2021年7月8日、ACFフィオレンティーナに引き抜かれたヴィンチェンツォ・イタリアーノの後任として、セリエA2年目のシーズンに臨むスペツィア・カルチョの監督に就任することがクラブから発表された。クラブがFIFAから補強禁止処分を受け、冬のマーケットでは新たな選手を獲得することができなかったなか、セリエA残留となる16位に導いた。しかし、シーズン終了後の2022年6月28日に双方合意のもと契約を解除した。
2022年9月12日、ボローニャFCの監督にシニシャ・ミハイロヴィチの後任として就任することが発表された。就任時は降格圏に位置していたチームを立て直し、9位に浮上。翌シーズンの2023-24シーズンではボローニャをクラブ史上初となるUEFAチャンピオンズリーグ出場に導く5位の成績を収めた。
その功績を買われ、2024-25シーズンよりユヴェントスFCの監督に就任することが決定。契約は2027年6月30日までの3年間。リーグ戦では1月のナポリ戦で敗れるまで無敗を続けるも引き分けが多く、2月のUEFAチャンピオンズリーグのプレーオフではPSVに敗北し、プレーオフ敗退となった。3月、リーグ戦でアタランタBCに0-4、ACFフィオレンティーナに0-3と連敗を喫したことが引き金となり、その直後にユベントスの監督を解任された。

## 個人成績
| クラブ                   | シーズン | リーグ       | リーグ戦 | リーグ戦 | カップ | カップ | リーグカップ | リーグカップ | 国際大会 | 国際大会 | その他 | その他 | 通算 | 通算 |
| クラブ                   | シーズン | リーグ       | 出場     | 得点     | 出場   | 得点   | 出場         | 得点         | 出場     | 得点     | 出場   | 得点   | 出場 | 得点 |
| ------------------------ | -------- | ------------ | -------- | -------- | ------ | ------ | ------------ | ------------ | -------- | -------- | ------ | ------ | ---- | ---- |
| バルセロナ               | 2001-02  | プリメーラ   | 18       | 1        | 0      | 0      | —            | —            | 7        | 0        | —      | —      | 25   | 1    |
| バルセロナ               | 2002-03  | プリメーラ   | 21       | 3        | 0      | 0      | —            | —            | 13       | 2        | —      | —      | 34   | 5    |
| バルセロナ               | 2003-04  | プリメーラ   | 20       | 1        | 0      | 0      | —            | —            | 5        | 1        | —      | —      | 25   | 2    |
| バルセロナ               | 2004-05  | プリメーラ   | 8        | 0        | 0      | 0      | —            | —            | 0        | 0        | —      | —      | 8    | 0    |
| バルセロナ               | 2005-06  | プリメーラ   | 15       | 1        | 0      | 0      | —            | —            | 7        | 0        | 0      | 0      | 22   | 1    |
| バルセロナ               | 2006-07  | プリメーラ   | 14       | 0        | 2      | 0      | —            | —            | 7        | 0        | 2      | 0      | 25   | 0    |
| バルセロナ               | 通算     | 通算         | 96       | 6        | 2      | 0      | —            | —            | 39       | 3        | 2      | 0      | 139  | 9    |
| アトレティコ・マドリード | 2007-08  | プリメーラ   | 6        | 0        | 0      | 0      | —            | —            | 2        | 0        | —      | —      | 8    | 0    |
| アトレティコ・マドリード | 通算     | 通算         | 6        | 0        | 0      | 0      | —            | —            | 2        | 0        | —      | —      | 8    | 0    |
| ジェノア                 | 2008-09  | セリエA      | 27       | 6        | 0      | 0      | —            | —            | —        | —        | —      | —      | 27   | 6    |
| ジェノア                 | 通算     | 通算         | 27       | 6        | 0      | 0      | —            | —            | —        | —        | —      | —      | 27   | 6    |
| インテル                 | 2009-10  | セリエA      | 26       | 4        | 5      | 0      | —            | —            | 8        | 0        | 1      | 0      | 40   | 4    |
| インテル                 | 2010-11  | セリエA      | 19       | 4        | 3      | 0      | —            | —            | 5        | 1        | 2      | 0      | 29   | 5    |
| インテル                 | 2011-12  | セリエA      | 10       | 3        | 1      | 0      | —            | —            | 2        | 0        | 1      | 0      | 14   | 3    |
| インテル                 | 通算     | 通算         | 55       | 11       | 9      | 0      | —            | —            | 15       | 1        | 4      | 0      | 83   | 12   |
| パリ・サンジェルマン     | 2011-12  | リーグ・アン | 14       | 2        | 2      | 0      | 0            | 0            | 0        | 0        | —      | —      | 16   | 2    |
| パリ・サンジェルマン     | 2012-13  | リーグ・アン | 12       | 1        | 1      | 0      | 0            | 0            | 2        | 0        | —      | —      | 15   | 1    |
| パリ・サンジェルマン     | 2013-14  | リーグ・アン | 32       | 3        | 2      | 1      | 3            | 0            | 9        | 2        | 1      | 0      | 47   | 6    |
| パリ・サンジェルマン     | 2014-15  | リーグ・アン | 27       | 0        | 2      | 0      | 2            | 0            | 6        | 0        | 1      | 0      | 38   | 0    |
| パリ・サンジェルマン     | 2015-16  | リーグ・アン | 32       | 1        | 3      | 0      | 1            | 0            | 9        | 0        | 1      | 0      | 46   | 1    |
| パリ・サンジェルマン     | 2016-17  | リーグ・アン | 30       | 0        | 4      | 1      | 2            | 0            | 5        | 0        | 1      | 0      | 42   | 1    |
| パリ・サンジェルマン     | 2017-18  | リーグ・アン | 19       | 1        | 4      | 0      | 0            | 0            | 4        | 0        | 1      | 0      | 28   | 1    |
| パリ・サンジェルマン     | 通算     | 通算         | 166      | 8        | 18     | 2      | 8            | 0            | 35       | 2        | 5      | 0      | 232  | 12   |
| 総通算                   | 総通算   | 総通算       | 350      | 31       | 29     | 2      | 8            | 0            | 91       | 6        | 11     | 0      | 489  | 39   |

## 代表歴

### 出場大会
- ブラジル代表
- イタリア代表
  - 2014 FIFAワールドカップ

### 試合数
- 国際Aマッチ 2試合 0得点（ブラジル、2003年）[21]
- 国際Aマッチ 30試合 1得点（イタリア、2011年-2016年）[21]

| ブラジル代表 | 国際Aマッチ | 国際Aマッチ |
| 年           | 出場        | 得点        |
| ------------ | ----------- | ----------- |
| 2003         | 2           | 0           |
| 通算         | 2           | 0           |

| イタリア代表 | 国際Aマッチ | 国際Aマッチ |
| 年           | 出場        | 得点        |
| ------------ | ----------- | ----------- |
| 2011         | 6           | 1           |
| 2012         | 7           | 0           |
| 2013         | 5           | 0           |
| 2014         | 5           | 0           |
| 2015         | 0           | 0           |
| 2016         | 7           | 0           |
| 通算         | 30          | 1           |

### 得点
| # | 日付          | 開催都市                 | 会場                     | 相手       | 結果 | 大会                          |
| - | ------------- | ------------------------ | ------------------------ | ---------- | ---- | ----------------------------- |
| 1 | 2011年3月25日 | スロベニア・リュブリャナ | スタディオン・ストジツェ | スロベニア | ○1-0 | UEFA EURO 2012予選・グループC |

## 監督成績
2022年9月12日現在
| クラブ       | 就任           | 退任           | 記録 | 記録 | 記録 | 記録 | 記録 | 記録 | 記録 | 記録   |        |
| クラブ       | 就任           | 退任           | 試   | 勝   | 分   | 敗   | 得   | 失   | 差   | 勝率   |        |
| ------------ | -------------- | -------------- | ---- | ---- | ---- | ---- | ---- | ---- | ---- | ------ | ------ |
| ジェノア     | 2019年10月22日 | 2019年12月28日 | 10   | 2    | 3    | 5    | 11   | 17   | −6   | 020.00 |        |
| スペツィア   | 2021年7月8日   | 2022年6月28日  | 40   | 11   | 6    | 23   | 44   | 74   | −30  | 027.50 |        |
| ボローニャ   | 2022年9月12日  | 2024年5月24日  | 76   | 35   | 24   | 17   | 107  | 74   | +33  | 046.05 |        |
| ユヴェントス | 2024年7月1日   |                | 0    | 0    | 0    | 0    | 0    | 0    | +0   | —      |        |
| 合計         | 合計           | 合計           | 合計 | 126  | 48   | 33   | 45   | 162  | 165  | −3     | 038.10 |

## 獲得タイトル

### クラブ
FCバルセロナ
- リーガ・エスパニョーラ：2回 (2004-05, 2005-06)
- スーペルコパ・デ・エスパーニャ：1回 (2006)
- UEFAチャンピオンズリーグ：1回 (2005-06)

インテルナツィオナーレ・ミラノ
- セリエA：1回 (2009-10)
- コッパ・イタリア：2回 (2009-10, 2010-11)
- UEFAチャンピオンズリーグ：1回 (2009-10)
- FIFAクラブワールドカップ：1回 (2010)
- スーペルコッパ・イタリアーナ：1回 (2010)

パリ・サンジェルマンFC
- リーグ・アン：5回 (2012-13, 2013-14, 2014-15, 2015-16, 2017-18)
- クープ・ドゥ・フランス：4回 (2014-15, 2015-16, 2016-17, 2017-18)
- クープ・ドゥ・ラ・リーグ：4回 (2013-14, 2014-15, 2015-16, 2016-17)
- トロフェ・デ・シャンピオン：5回 (2013, 2014, 2015, 2016, 2017)

### 代表
U-17ブラジル代表
- 南米U-17選手権：1回 (1999)

### 個人
- ドン・バロン・アワード ブレイクスルー選手：1回 (2002-03)